# Lijst van grietmannen van Leeuwarderadeel
Dit is een lijst van grietmannen van de voormalige Nederlandse grietenij Leeuwarderadeel in de provincie Friesland tot de invoering van de gemeentewet in 1851.
| Ambtsperiode | Naam grietman                | Leven                                | Bijzonderheden |
| ------------ | ---------------------------- | ------------------------------------ | --- |
| 1392         | Sjoerd Menninga              |                                      | |
| 1402         | Kempa Jellinga               |                                      | |
| 1436         | Altka Jellinga               |                                      | |
| 1437         | Pieter van Cammingha         |                                      | |
| 1438         | Oene van Wiarda              |                                      | |
| 1438         | Hemko Tadinga                |                                      | |
| 1450         | Kempo van Unnijnga           | †1481                                | |
| 1453         | Rienk van Camstra            |                                      | |
| 1477         | Rienk Wopkes                 |                                      | |
| 1478         | Keimpo van Unia              |                                      | |
| 1479         | Hessel Jelgers               |                                      | |
| 1482         | One van Jowsma               |                                      | |
| 1506         | Pieter van Cammingha         | †1521                                | Heer van Ameland. |
| 1516         | Joost van Burmania           |                                      | Kleinzoon van Keimpo van Unia. |
| 1535         | Johan Buygers                | 1510-1555                            | Getrouwd met een kleindochter van Keimpo van Unia. |
| 1539         | Pibe Gerritsma               |                                      | |
| 1555 - 1563  | Rienck van Burmania          | †1563                                | Schoon zoon van Jancke van Oenema, grietman van Ferwerderadeel.                                                                                         |
| 1563 - 1578  | Allert van Sierksma          |                                      | Allert in personele impositie op 't Bilt in 1578 de xxix griendenij; Sibren Camminga is in 1578 wel de grietman van Leeuwarderadeel                     |
| 1578 - 1594  | Sybrand van Cammingha        | †1593                                | Sibrandus Camminga |
| 1594 - 1616  | Keimpe Harinxma van Donia    | †1554                                | Zwager van voorganger. |
| 1616 - 1634  | Ernst Harinxma van Donia     | 1585-1634                            | Zoon van voorganger. |
| 1634 - 1635  | Aede van Eysinga             | †1636                                | |
| 1635 - 1654  | Hessel Roorda van Eysinga    | †1654                                | Broer van voorganger. |
| 1654 - 1665  | Douwe van Aylva              | 1610-1665                            | Voorheen grietman van Westdongeradeel. |
| 1665 - 1673  | Frans van Eysinga            | 1621-1673                            | Voorheen grietman van Rauwerderhem. |
| 1673 - 1688  | Laes van Burmania            | 1638-1691                            | Voorheen grietman van Idaarderadeel. |
| 1688 - 1702  | Tjaert van Burmania          | 1670-1702                            | Zoon van voorganger. |
| 1702 - 1721  | Ulbe Aylva van Burmania      | 1680-1762                            | Broer van voorganger. Schoonzoon van Hobbe Baerdt van Sminia en zwager van Idzard van Sminia, grietman van Hennaarderadeel.                             |
| 1721 - 1765  | Hobba van Burmania           | 1705-1765                            | Zoon van voorganger. |
| 1765 - 1795  | Ulbe van Burmania            | 1737-1816                            | Broer van Julius Hobbe Unia van Burmania, grietman van Oostdongeradeel.                                                                                 |
| 1795 - 1816  |                              | Geen grietman vanwege de Franse tijd | |
| 1816 - 1823  | Jacob Nanning baron du Tour  | 1749-1823                            | Achterneef van Jacob Adriaan du Tour, grietman van het Bildt. Oom van Age Tjepke Ruurd Sixma van Heemstra, grietman van Kollumerland en Nieuwkruisland. |
| 1823 - 1851  | Vitus Valerius van Cammingha | 1790-1852                            | Aansluitend de eerste burgemeester van Leeuwarderadeel.                                                                                                 |